# Sometimes I Sit and Think, and Sometimes I Just Sit
Sometimes I Sit and Think, and Sometimes I Just Sit è l'album in studio di debutto della cantautrice australiana Courtney Barnett, pubblicato nel marzo 2015.

## Tracce
1. Elevator Operator – 3:14
2. Pedestrian at Best – 3:50
3. An Illustration of Loneliness (Sleepless in New York) – 3:10
4. Small Poppies – 6:59
5. Depreston – 4:52
6. Aqua Profunda! – 1:59
7. Dead Fox – 3:33
8. Nobody Really Cares If You Don't Go to the Party – 2:46
9. Debbie Downer – 3:17
10. Kim's Caravan – 6:47
11. Boxing Day Blues + Stair Androids & Valley Um... (traccia nascosta) – 9:35

## Accoglienza
Il disco è stato molto apprezzato dalla critica: Rolling Stone lo ha definito "il più acuto album di debutto del 2015" ed inoltre è stato inserito nelle classifiche dei migliori album del 2015, tra cui quelle stilate da Pitchfork, che lo ha posizionato al numero 9, NME, che lo ha collocato alla posizione numero 22 e The Guardian, che lo ha inserito alla posizione numero 7.

## Formazione

### Musicisti
- Courtney Barnett - voce, chitarra
- Bones Sloane - basso, voce
- Dave Mudie - batteria, percussioni, voce
- Dan Luscombe - chitarra

### Produzione
- Courtney Barnett - produzione, artwork
- Dan Luscombe - produzione, missaggio
- Burke Reid - produzione, ingegneria, missaggio
- Tajette O'Halloran - fotografia

## Classifiche
| Classifica (2015) | Posizione raggiunta |
| ----------------- | ------------------- |
| Australia         | 4                   |
| Regno Unito       | 16                  |
| Stati Uniti       | 20                  |